# 本炭釜
本炭釜（ほんすみがま）とは、三菱電機より発売されているIH炊飯器のブランド名で、同社と三菱電機ホーム機器の登録商標（日本第5000681号）である。

## 特徴
この商品の特徴は、内釜に人造黒鉛と呼ばれる特殊な炭素素材を使用していることにある。
炭素は熱伝導率が良く耐熱性や耐熱衝撃性に優れるという特徴がある。本炭釜では純度99.9%の炭素を使用し、効率よく食材に熱を伝えおいしく炊き上げるという。一方で、金属製の内釜よりももろく、強い衝撃を受けると割れやすい。
人造黒鉛の生成、並びに加工完成に至るまでは特殊な技術や設備を要するだけでなく製造完了まで数か月を要する。完成した人造黒鉛の加工は難しく釜の生成に至るまで手作業で削りだす作業をしなければならず、内釜は１日に50個程度しか作れない。
このような事情から家庭用炊飯器としては発売当時最高価格ともいえる11万5500円という値段で売り出したにもかかわらず、発売後6か月で生産累計台数が1万台にもなるほどのヒット商品となった。本製品の発売が与えた影響は炊飯器の高級化をもたらし、他の電機メーカーにおいても同様に高級・高額商品を発売させるきっかけをもたらす結果となった。

## 沿革
- 2006年3月21日 - 初代モデルNJ-WS10を発売。カラーはブラック系の「漆黒（しっこく）」とシルバー系の「白金（しろがね）」の2色。
- 2006年9月27日 - 累計生産台数1万台を達成。同月末に出荷台数も1万台を達成。
- 2007年9月21日 - ご愛用者アンケートの集計結果を元に、2代目モデルNJ-WS10Aを発売。カラーは新たにワインレッド系の「漆紅（しっこう）」を追加し、シルバー系の「白金」はやや明るめのテイストに変更して「金麗（きんれい）」に変更、既存の「漆黒」を含めた3色展開に。また、放熱板（内ぶた）にも炭コートを施した「炭コート遠赤放熱板」を採用し、遠赤外線の放射量をアップ。また、予熱工程を長めにし沸騰時間を短くしたことでGABAの含有量を大幅にアップする「健康玄米」モードを新設。なお、10月21日には玄米や炊き込みご飯を多く炊け、来客時にも対応する大容量1.5L（約8.5合）サイズNJ-WS15Aを追加発売。カラーは「漆黒」と「金麗」の2色で、希望小売価格は13万6500円である。
- 2009年10月1日 - 3代目モデルNJ-WS10Bを発売。通常保温よりもやや低温にすることで12時間おいしさを保つ「たべごろ保温」機能を追加。カラー名称を「漆黒炭（しっこくたん）」と「金麗紬（きんれいつむぎ）」に変更。
- 2010年2月1日 - 蒸気口を無くしたことで沸騰後も大火力が持続する"連続大沸騰"で旨み成分を増やす「蒸気レスIH」と激沸騰でふっくら仕上がる「本炭釜」の技術を掛け合わせた"連続激沸騰"を採用した「蒸気レスIH 本炭釜」NJ-XWA10Jを発売。蒸気口がないIHジャー炊飯器としては世界初で、カラーは「ルビーレッド」と「ピアノブラック」の2色。
- 2011年2月1日 - 文字の高さ、液晶サイズを約1.3倍に拡大した特大ホワイトバックライト二重液晶とデカ文字表示を採用した「蒸気レスIH 本炭釜」2代目モデルNJ-XWB10Jと小容量タイプの「本炭釜」NJ-KW061を発売。カラーラインナップは蒸気レスタイプはカラー体系は前機種（NJ-XWA10J）と同じだが、ブラック系が「アメジストブラック」に変更。小容量タイプは「ブラック」のみとなる。
- 2011年8月21日 - 放熱板と一体化された内蔵カートリッジ（丸洗い可）の搭載により、蒸気だけを逃がしつつ、うま味がふきこぼれにくい構造としたことで「連続激沸騰」を実現し、外気温度に応じて火力制御することで消費電力量を抑える「エコ炊飯」モードと中華粥が作れる「中華粥」モードを追加した「本炭釜」の4代目モデルNJ-VW102を発売。本モデルから天面フラット形状となった。カラーは「ピアノブラック」のみ。
- 2012年2月1日 - 5.5合炊きモデル（NJ-VW102）と同じく放熱板と一体化された内蔵カートリッジを搭載し、蒸気を逃がしながらもうま味がふきこぼれにくい構造としたことで「連続激沸騰」を実現するとともに、文字の高さや液晶面積を拡大した特大ホワイトバックライト液晶&デカ文字、消費電力を抑えながら炊飯する「エコ炊飯」モードを搭載した小容量タイプの2代目モデルNJ-SW063を発売。カラーは従来の1色から「ピアノブラック」と「ルビーレッド」の2色展開となった。
- 2012年3月1日 - 重量センサーを追加し、炊飯開始時に重量を自動計測できるようになったことで、炊き始めから炊飯量に応じた火加減で安定した炊きあがりを実現する「ピッタリ加熱」と全ての工程で火力と時間を調整することで、食感（硬さや粘り）に応じた15通りの選択幅を設け、米の品種や状態を問わず、水加減なしで好みの食感に炊き上げる「炊分け名人」を新搭載するとともに、本体の周囲温度に応じて火力を調整する「エコ炊飯」モードも搭載した「蒸気レスIH 本炭釜」の3代目モデルNJ-XW103Jを発売。カラーは従来通り、「ピアノブラック」と「ルビーレッド」の2色を設定する。
- 2012年8月21日 - 季節や米の状態に合わせた炊飯制御を行う「季節炊き」、選択したメニューと保温設定の組み合わせにより星の数を変化して知らせる「節電レベル表示」、選択中の内容を音声で知らせる「音声ナビ」を新たに搭載した「本炭釜」の5代目モデルNJ-VW103を発売。
- 2013年2月1日 - 小容量タイプの3代目モデルNJ-SW064を発売。内釜の目盛を改良した程度で、機能面では前モデルのSW063と同等である。
- 2013年8月21日 - 内蔵カートリッジの容量をVW103比約15%アップするとともに、かまどに習って本体と内釜をリング状に密着させる「熱密封リング」により断熱性を高め、効率よく加熱できる「熱密封かまど構造」を採用した「本炭釜」の6代目モデルNJ-VW104、VW104の「熱密封かまど構造」に加え、全国20銘柄のお米のそれぞれの良さをしっかり引き出し、極上のおいしさに仕上げる「銘柄芳醇炊き」、1合なら約29分・3合なら約32分の早炊きとおいしさを両立した「うま早」モード、炊飯開始から炊き上がりまで自動でふたをロックすることで炊飯中にふた開閉ボタンを押しても開かない「チャイルドロック」を搭載した「蒸気レスIH 本炭釜」の4代目モデルNJ-XW104Jの2機種を同時発売。
- 2014年2月1日 - 小容量タイプの4代目モデルNJ-SW065を発売。消費電力量を低減（年間消費電力量 54.4kWh/年→53.5kWh/年）されたほか、「炊飯」ボタンが「炊飯/予約確定」ボタンとなり、予約炊飯設定時にこのボタンを押さないと予約確定ができなくなった（従来機種のSW064では「炊飯」ボタンを押さなくても30分後に予約が自動確定されていたが、SW065では「炊飯/予約確定」ボタンを押さないと10秒後にお知らせ音が鳴り、その後、操作がない状態が続くと表示窓に「U1」が表示される。「切/保温」ボタンを押して表示を消すことができるが、この場合、再度予約炊飯設定をしなければならない）。また、新機能として、0.5合を最短約18分で炊き上げることができる「新・お急ぎ炊飯」を搭載した。
- 2014年6月21日 - 釜底中央部の厚みを10mmに厚肉化し、勾配を10°に変更したことで発熱体積の向上と気泡発生を強化し、一粒一粒が口の中で自然にほぐれやすい理想の食感を実現した新型釜「極厚・本炭釜」を採用し、予熱段階で一気に温度を上げ高温状態にさらして表層に亀裂を作り、吸水を促進させることで、弾力があって渋みを抑えた仕上がりになる「玄米芳醇炊き」を搭載した「本炭釜」の7代目モデルNJ-VW105と、ユーザーの嗜好に配慮して9つの食感を指定できるようになった「銘柄芳醇炊き」を搭載した「蒸気レスIH 本炭釜」の5代目モデルNJ-XW105Jの2機種を同時発売。カラーラインナップは2機種とも、既存の「ルビーレッド」に加え、新たに全面ホワイトボディ（天板は鏡面仕上げ）の「クリスタルホワイト」を追加。また、同年4月にロゴマークをスリーダイヤ+「MITSUBISHI ELECTRIC」ロゴに変更したことに伴い、「本炭釜」ではこの2機種より新ロゴマークを導入した。
- 2015年2月1日 - 小容量タイプの5代目モデルNJ-SW066を発売。7代目モデルのVW105に搭載された「玄米芳醇炊き」を新たに搭載。また、カラーラインナップもSW055の「アメジストブラック」に替わり、全面ホワイトボディ（天板は鏡面仕上げ）の「ピュアホワイト」を追加した。
- 2015年6月21日 - 本体や釜の形状を一新した発売10周年記念モデル「本炭釜KAMADO」NJ-AW106を発売。かまど釜の構造にならって釜の形状を羽釜形状に変更することで、総体積並びに上部空間体積（最大炊飯容量炊きあがり時のごはん表面と内釜最上部までの体積）を拡大。同時に内釜下部の周囲に空間を設けて厚さ10mmの断熱材を追加したことで本体の温度上昇抑制とさらなる高火力を実現した高断熱構造とした。この高断熱構造を活かして外観は旬になって熟れた果実や手のひらで握ったおにぎりのようなおいしさを視覚で伝えるラウンド形状の新デザイン「実りの形」を採用し、フラット形状の天板やバックライト付液晶・「デカ文字」を備えた操作部を引き継ぎ、新たに、炊飯開始前のメニュー設定や予約時間を音声で読み上げて知らせる「音声ナビ」を新搭載。また、「銘柄芳醇炊き」は夢つくしに替わり、さがびより・つがるロマン・東北194号・にこまるの4銘柄を追加して23銘柄に対応した。そのほか、ふたヒーター+胴回りトリプルヒーター+釜底トリプルリングIHの「七重全面加熱」や水加減なしで食感の炊き分けができる「炊分け名人」も引き続き搭載している。同時に、「本炭釜」も8代目モデルとなるNJ-VW106にモデルチェンジ。炊飯時の加熱で失われやすいビタミンB1の残存量を増やして炊き上げる「美容玄米」モードを新たに搭載し、「芳醇炊き」は白米・無洗米モード、玄米モードに加え、ファンケルと共同開発した発芽米モードも搭載された。
- 2016年5月21日 - 前年に発売10周年記念モデルとして発売された「本炭釜KAMADO」の2代目モデルNJ-AW107を発売。沸騰立ち上げ時の火力を強化するとともに、内ぶたは傾斜部分に穴をもうけて炊飯中に生じる気泡を破裂させることで気体と液体を分離する新形状の二重内ぶたに変更。また、計量カップを改良し、内側に仕切りを付けることで0.5合単位での計量をしやすくする「新・計量カップ」を採用。既存の「銘柄芳醇炊き」はあきほなみ・青天の霹靂・おいでまい・ふっくりんこ・くまさんの力・なすひかりの6銘柄を追加して29銘柄に対応した。